# Грађевински факултет Универзитета у Београду
Грађевински факултет Универзитета у Београду је најстарија и највиша образовна и научна институција у области грађевинарства и геодезије у Србији. Факултет има дугу и богату традицију: почеци наставе из области грађевинарства на овим просторима везују се за 1846. годину кад је кнез српски Александар Карађорђевић својим указом основао Инџинирску школу у Београду. Стога се ова година налази и на грбу факултета уз латинске речи studere, docere, aedificare које симболизују делатност факултета у области наставе, науке и струке.

## Историјат факултета
Године 1846, кнез српски, Александар Карађорђевић потписује указ о установљавању Инџинирске школе у Београду. 
Године 1863, Основана Велика школа са три факултета, од којих је један био Технички факултет, на којем први пут постоји Катедра за “Науку о грађевини на суву и на води”. 
Године 1897, На Техничком факултету Велике школе формирају се три одсека: Грађевинско-инжењерски, Архитектонски и Машинско-технички. 
Године 1905, Велика школа прераста у Универзитет. Истакнути научник и наставник тога времена, Сима Лозанић, на свечаном отварању изговорио је следеће речи: 
"Наше некдашње веровање да ће се Србство ујединити не букваром, већ оружјем, било је кобно за по нашу народну мисао. Ја верујем обрнуто да ће просвета бити главни чинилац у решењу тог битног нашег питања, и да би оно било већ решено да смо просвету боље неговали. Верујем стога што је просвета сила која постиже све смерове. Да нам је просвета била напреднија, све би у животу нашег народа било савршеније па и успешније."
Године 1935, Грађевински одсек Техничког факултета добија 4 групе: Статичко-конструктивну, Саобраћајно-инжењерску, Хидротехничку и Геодетску. Ове групе касније прерастају у одсеке који и данас постоје. 
Године 1995, Основан пети одсек: Одсек за планирање и грађење насеља. 
Године 2003, Одсек за планирање и грађење насеља је преименован у Одсек за менаџмент, технологију и информатику у грађевинарству
Године 2014, Одсек за менаџмент добија нови назив: Одсек за управљање пројектима у грађевинарству
За време оба светска рата Универзитет није радио, зграде и опрема су биле тешко оштећене, архиве уништене, а многи професори, ђаци и грађевински инжењери – бивши ђаци наше школе, положили су животе за слободу своје земље на разним ратиштима. 
Између два рата на Факултету је дипломирало 1082 грађевинска и геодетска инжењера. Након Другог светског рата Школа је изнедрила преко 8000 инжењера, око 400 магистара и близу 200 доктора техничких наука из грађевинарства и геодезије, који су својим стваралачким напором оставили неизбрисив траг у домаћем и светском грађевинарству

## Студије
После дугогодишње традиције студија грађевинарства и геодезије у трајању од пет година, од 2005. године студије на Грађевинском факултету Универзитета у Београду постале су двостепене и састоје се од основних и дипломских академских студија. Прва генерација студената основних студија Грађевинарства и Геодезије уписана је 2005. године, прва генерација студената дипломских студија Геодезије започела је студије у школској 2008/2009, док ће се прва генерација студената дипломских студија Грађевинарства уписати школске 2009/2010. године. Такође, некадашње последипломске студије замењене су докторским студијама. 

### Студијски програм Грађевинарство
Студијски програм основних академских студија Грађевинарство траје четири године и вреди 240 ЕСПБ бодова. Прва три семестра овог студијског програма су заједничка, а затим се студије настављају на следећим
модулима (одсецима):
- Конструкције,
- Хидротехника и водно-еколошко инжењерство,
- Путеви, железнице и аеродроми,
- Управљање пројектима у грађевинарству.

Дипломске академске (мастер) студије на овом студијском програму трају 1 годину и вреде 65 ЕСПБ бодова. Поред четири модула са основних студија, додатни модул који се може уписати Грађевинска геотехника.

### Студијски програм Геодезија
Студијски програм основних академских студија Геодезија траје 3 године и вреди 180 ЕСПБ бодова. Дипломске академске студије Геодезије трају 2 године и вреде 120 ЕСПБ бодова, где се студенти могу определити за следеће модуле:
- модул Геодезија,
- модул Геоинформатика,
- модул Управљање непокретностима.

## Институти у оквиру факултета
- Институт за материјале и конструкције

У оквиру Грађевинског факултета, Институт за материјале и конструкције (ИМК) основан је, у садашњем организационом облику, 1. јануара 1978. године. У оквиру ИМК налазе се следећи сектори: бетонске конструкције, металне и дрвене конструкције, испитивање материјала са зградарством и испитивање конструкција. У Институту су ангажовани (стање новембар 2003. године) следећи сарадници: 12 са докторатом наука, 10 асистената са магистратуром, 12 стручних сарадника, инжењера сарадника или асистената приправника и 12 техничких сарадника.
Активности Института везане су за сарадњу са привредом, рад у настави и научно истраживачки рад који се обавља и кроз Институтске лабораторије за испитивање механичких и физичких карактеристика материјала, испитивање конструкција, испитивање реолошких карактеристика бетона и хале за испитивање модела у великој размери. У овим лабораторијама урађени су експериментални делови докторских радова факултетских сарадника.
У оквиру сарадње са привредом, у Институту је урађен низ идејних и главних пројеката конструкција, практично из свих области грађевинарства, велики број студија, консалтинга и експертиза, посебно у области санација и ојачања конструкција и техничких контрола пројеката.
У сектору за испитивање материјала обављају се деструктивна и недеструктивна испитивања материјала у лабораторијским условима и „ин ситу“, истраживања и решавања практичних проблема спрезања различитих материјала применом маса за лепљење на бази синтетичких смола; дрвета и бетона, применом механичких спојних средстава или епокси смола. У сектору за испитивање конструкција врше се статичка и динамичка испитивања комплетних конструкција или њихових појединих елемената.
- Институт за хидротехнику и водно-еколошко инжењерство

Институт за хидротехнику у садашњој организационој форми постоји од 1976. године, када се звао Завод за хидротехнику, односно од 1978. године под називом Институт. Институт обједињује рад следећих лабораторија: Хидрауличке лабораторије, Лабораторије санитарне хидротехнике, а од 1999. године и новоосноване Лабораторије за мерење запремине течности.
- Институт за нумеричку анализу и пројектовање конструкција
- Институт за саобраћајнице и геотехнику
- Институт за управљање пројектима у грађевинарству
- Институт за геодезију
- Институт за математику, физику, нацртну геометрију и друштвене науке

## Особље
- Декан: проф. др Бранислав Бајат, дипл. геод. инж.

## Катедре

### Катедра за материјале и конструкције
Шеф катедре: Проф. др Снежана Маринковић, дипл. грађ. инж. 
Катедра за материјале и конструкције обухвата следеће групе предмета који се изучавају на основним студијама:
- бетонске конструкције,
- металне конструкције,
- дрвене конструкције,
- зидане конструкције,
- технологија бетона,
- испитивање конструкција,
- грађевински материјали,
- зградарство.

Научне дисциплине из области материјала и конструкција јављају се од времена када је формиран Технички факултет Велике школе у Београду, а предмети из ових дисциплина су предавани под називима и са садржајима који су током времена одговарали развоју науке и потребама праксе. Катедра под садашњим називом је основана 1956. године, и њеним радом су руководили угледни наставници. Чланови катедре су поред рада у настави учествовали и учествују у реализацији великог броја научно-истраживачких пројеката, студија, као и стручних послова у нашој земљи и иностранству.

### Катедра за техничку механику и теорију конструкција
Шеф катедре: проф. др Растислав Мандић, дипл. грађ. инж.
Од оснивања Инжењерске школе у Београду 1846. године, Механика је била и остала један од основних предмета грађевинске технике. Ипак, прва, посматрано у данашњем смислу, Катедра Механике на Грађевинском одсеку Техничког факултета у Београду је de facto створена тек 1910. године залагањем професора Арновљевића, а нешто касније и професора Зађине и професора Хлитчијева. Предмети који су тада „припадали“ Катедри су били Техничка механика, Отпорност материјала и Статика грађевинских конструкција, дакле, у суштини, исто као што је то и сада.
Катедра за Техничку механику и теорију конструкција је одговорна за одржавање и развој наставе из фундаменталних предмета основних студија на Грађевинском факултету у Београду (Техничке механике, Отпорности материјала, Статике конструкција, Теорије површинских носача, Стабилности и динамике конструкција), као и бројних предмета из области примењене механике односно теорије конструкција на вишим нивоима (Механика континуума, Виша динамика и варијациони рачун, Механика лома, Механика оштећења, Нелинеарна теорија еластичности, Стабилност конструкција, Динамика конструкција, Теорија пластичности, Теорија танкозидних носача, Теорија љуски, Теорија спрегнутих конструкција, Теорија композитних плоча, Метода коначних елемената, итд).
Неки најеминентнији научници и носиоци суштинског развоја из разних области Примењене механике у Југославији, а и шире, били су управо чланови Катедре за Техничку механику и теорију конструкција Грађевинског факултета у Београду. При томе треба да се истакне да је развој науке из области Примењене механике био увек уско и непосредно повезан и са развојем грађевинске праксе, односно да су еминентни професори, чланови Катедре, у исто време били и водећи пројектанти бројних и значајних грађевинских конструкција. Тренутно, Катедра има у свом саставу 18 наставника и сарадника, од чега је 7 редовних професора, 5 ванредних професора, као и 6 асистената и асистената приправника.

### Катедра за грађевинску геотехнику
Шеф катедре: проф. др Мирјана Ж. Вукићевић, дипл. грађ. инж.

### Катедра за путеве, аеродроме и железнице
Шеф катедре: проф. др Горан Младеновић, дипл. грађ. инж.
На Основним академским студијама наставници ове катедре одржавају наставу из следећих предмета:
- Планирање и пројектовање путева 1
- Планирање и пројектовање путева 2
- Планирање и пројектовање железница 1
- Планирање и пројектовање железница 2
- Коловозне конструкције
- Горњи строј железница,
- CAD у саобраћајницама (изборни предмет)
- Одржавање путева (изборни предмет)
- Одржавање железничких пруга (изборни предмет) и
- Управљање одржавањем саобраћајница (изборни предмет).

На Дипломским студијама, наставници ове катедре одржавају наставу из следећих предмета: 
- Градске саобраћајнице
- Железничке станице
- Аеродроми
- Саобраћајнице и животна средина (изборни предмет)
- Методологија пројектовања (изборни предмет).

На докторским студијама наставници ове катедре одржавају наставу из предмета: 
- Одабрана поглавља горњег строја железница
- Одабрана поглавља железница
- Одабрана поглавља коловозних конструкција
- Реолошка својства битумена и асфалтних мешавина.

Поред ангажовања у настави, чланови катедре су ангажовани на пројектима Министарства просвете и науке, међународним пројектима, као и на директним пројектима са привредом. Данас на катедри раде један редовни и два ванредна професора, два доцента и пет асистената.

### Катедра за хидротехнику и водно-еколошко инжењерство
Шеф катедре: проф. др Душан Продановић, дипл. грађ. инж.

### Катедра за управљање пројектима у грађевинарству
Шеф катедре: проф. др Ненад Иванишевић, дипл. грађ. инж.

### Катедра за геодезију и геоинформатику
Шеф катедре: проф. др Иван Алексић, дипл. геод. инж.
Катедра за геодезију и геоинформатику организује и изводи наставу на студијском програму Геодезија, на сва три нивоа студија - основним, мастер и докторским. Катедра располаже са неколико лабораторија (метролошка, за премер, за фотограметрију и за картографију) где се изводе практичне вежбе из појединих предмета. На Катедри тренутно ради 28 наставника и сарадника. Уз теоријску наставу, као посебан облик наставе перманентно се организује практична настава на полигону Златибор, као и стручна пракса, у геодетским организацијама широм Србије. Годишње, на студијски програм се уписује 60 буџетских и 20 самофинансирајућих студената. Основне студије трају 3 године, након чега се стиче стручни назив - инжењер геодезије. Мастер студије трају две године и садрже три модула. Два су традиционално везана за област геодезије, и то: геодезија и геоинформатика, а однедавно, 2008. године, уведен је посебан модел - управљање непокретностима. Овај модул припремљен је у оквиру Темпус програма у сарадњи са Универзитетима у Стокхолму, Хелсинкију и Љубљани. Након завршетка мастер студија, ради се мастер рад и стиче звање мастер инжењер геодезије.

### Катедра за математику, физику, нацртну геометрију и друштвене науке
Шеф катедре: проф. др Љиљана Брајовић, дипл. електр. и рач.

## Алумни и професори
- Академик Никола Хајдин, доктор грађевинских наука, председник САНУ.
- Проф. др. Милан Ђурић, аутор моста Газела, као и многих других познатих објеката
- Љубомир Јефтовић, дипломирани инжењер грађевине, један од одговорних пројектаната новог железничког моста у Београду
- Никола Пашић (1845—1926), инжењер, познатији као политичар, дугогодишњи председник владе Краљевине Србије и Краљевине Срба, Хрвата и Словенаца, оснивач и вођа Радикалне странке